# Clubiona zimmermanni
Clubiona zimmermanni là một loài nhện trong họ Clubionidae.
Loài này thuộc chi Clubiona. Clubiona zimmermanni được Brian John Marples miêu tả năm 1964.